# Jungcheon
Jungcheon (hangul 中天), comercialitzada internacionalment com The Restless és una pel·lícula de fantasia dramàtica d’època de Corea del Sud del 2006 dirigida per Jo Dong-oh, i protagonitzada per Jung Woo-sung i Kim Tae-hee. El títol coreà, Jungcheon, es tradueix literalment com "Mig cel". Demon Empire és un nom alternatiu en anglès per a la pel·lícula.

## Argument
A l'antiga Corea, Yi Gwak és un antic cap d'una unitat militar de caça de fantasmes d'elit dissolta que es guanya la vida com a caçador de dimonis itinerant. Traït i enverinat pels vilatans indigents d'una ciutat que va salvar dels dimonis, fuig de la ciutat i s'enfonsa en un santuari abandonat. Es desperta a Mig Cel (un lloc de transició per als esperits del difunt) i troba l'esperit de la seva amant Yon-hwa (que havia estat acusada de bruixeria i assassinat); descobreix que ha descartat voluntàriament els seus records i sofriments per tal d'assumir un nou nom i títol. Yi Gwak també es troba amb el seu antic mentor Ban-chu, que es revela que està dirigint una rebel·lió demoníaca al Mig Cel juntament amb altres membres de la seva antiga unitat d'elit per envair el món viu i venjar-se de les injustícies que se'ls va fer quan era viu. A Yon-hwa (que ara passa per So-hwa) s'encarrega de protegir l'essència de l'ànima del Senyor Chon-hon, que Ban-chu necessita per accedir al món dels vius i, com a resultat, Ban-chu i les seves forces la persegueixen. Tot i que inicialment es mostra reticent a lluitar contra els seus antics companys i el seu mentor, Yi Gwak opta per protegir So-hwa i es troba en desacord amb Ban-chu i els seus antics germans d'armes.

## Repartiment

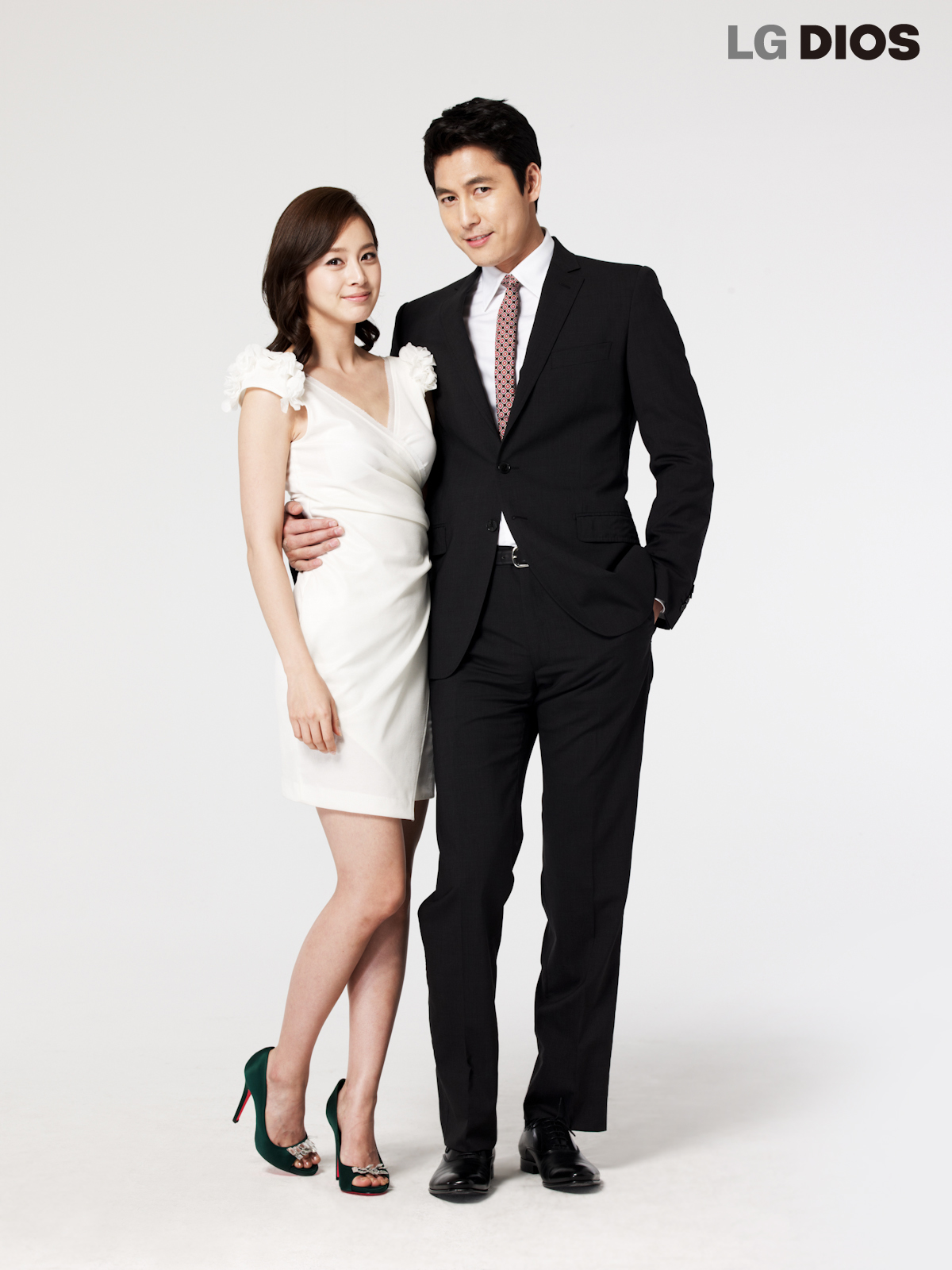
Els actors Jung Woo-sung i Kim Tae-hee el 2011.

- Jung Woo-sung com a Yi-gwak
- Kim Tae-hee com a So-hwa/Yon-hwa
- Huh Joon-ho com a Ban-chu
- Park Sang-wook com a Yeo-wi
- So Yi-hyun com a Hyo
- Kim Kwang-il
- Yoo Ha-joon
- Parc Jeong-hak
- Jo Jae-yoon

## Premis i nominacions
2007 Asian Film Awards
- Nominació - Millors efectes visuals - DTI, ETRI

2007 Blue Dragon Film Awards
- Premi tècnic - DTI, ETRI (CG)
- Nominació - Millor actriu revelació - Kim Tae-hee
- Nominació – Millor direcció artística – Kim Ki-chul

2007 Grand Bell Awards
- Millor direcció artística: Kim Ki-chul
- Millors efectes visuals: DTI, ETRI, Shin Jae-ho, Jeong Do-an
- Nominació - Millor actriu revelació - Kim Tae-hee
- Nominació – Millor fotografia – Kim Young-ho
- Nominació - Millor disseny de vestuari - Emi Wada
- Nominació – Millor so – Kim Kyung-tae, Choi Tae-young

2007 Premis del Cinema Coreà
- Nominació - Millor actriu revelació - Kim Tae-hee
- Nominació – Millors efectes visuals – DTI, ETRI, Shin Jae-ho, Jeong Do-an
- Nominació – Millor so – Kim Kyung-tae, Choi Tae-young

## Banda sonora

### Memory of the RestlessOST
La primera banda sonora, Memory of The Restless OST, , va ser llançada com a EP el 14 de desembre de 2006 per CJ Entertainment
1. "If Memory Ran Out" (coreà: 기억이 마르면, gi uk ee ma reu myun) - MayBee
2. "Memories of Midair" (coreà: 손톱달 - 휘성, son tob dal) - Wheesung
3. "If Memory Ran Out" (japonès: 記憶の果てに/coreà: 기억이마르면 (Japanese Ver) )
4. "Memories of Midair" (japonès: 三日月/coreà: 손톱달 ( Japanese Ver.))
5. "If Memory Ran Out" (中天 coreà: 기억이 마르면 ( Chinese Ver.))
6. "Memories of Midair" {|月色/coreà: 손톱달 ( Chinese Ver.))
7. "If Memory Ran Out" (coreà: 기억이 마르면 ( Instrumental))
8. "Memories of Midair" (coreà: 손톱달 (Instrumental))

### The Restless OST
Una banda sonora més llarga, titulada The Restless OST, va ser llançada el 19 de gener de 2007 per CJ Entertainment. Consisteix en la música de fons que es reprodueix al llarg de la pel·lícula. Tota la música va ser composta per Shirō Sagisu.
1. "lawrence" (폐허의 마을)
2. "Unforgettable Her Face, Overhanging Dangers" (지울 수 없는 얼굴)
3. "The Tragedy" (비련(悲戀))
4. "The Dark Place" (어둠의 공간)
5. "Listen To The Wisdom" (지혜의 말)
6. "Perspective Melody" (피안(彼岸))
7. "The Bond II" (비운(悲運))
8. "To The End" (비운의 끝)
9. "49 Days Before Heaven" (천상으로 가는 49일)
10. "Fantasy Of The Fate" (운명 영원히 끝나지 않을 인연)
11. "Clinging Feud" (비련의 다른 얼굴)
12. "Petal Colours From My Heart" (마음에 피는 꽃)
13. "Masculine Muse" (기억의 울림)
14. "Listen To The Love" (사랑에게 듣다)
15. "Beautiful Moment" (축복의 시간)
16. "Spiritual World" (영혼계)
17. "Petals Battle" (날카로운 꽃잎)
18. "Impossible Love" (이룰 수 없는 사랑)
19. "Love Supreme" (사랑이 할 수 있는 것)
20. "Catastrophe" (파국(破局))
21. "Let Me Save Her" (그녀에게 가는 길)
22. "The Final Reckoning" (최후의 전투)
23. "The Tragedy" (비극(悲劇))
24. "And The Finest Power" (그리고, 진실한 힘)
25. "The Quiet Of Love" (사랑을 위한 침묵)